# Richie Hearn
Richard Edward "Richie" Hearn (Glendale, 4 de janeiro de 1971) é um ex-automobilista estadunidense. Ele esteve em oito 500 Milhas de Indianápolis: 1996, 2000, 2001, 2002, 2003, 2004, 2005 e 2007.

## Carreira
Tendo iniciado a carreira profissional em 1991, na Fórmula Renault francesa, Hearn competiu na Fórmula Atlantic por duas temporadas, sagrando-se campeão em 1995. Em 1996, assinou contrato com a equipe Della Penna, disputando a recém-criada [[IndyCar|Indy Racing League (atual IndyCar Series), surpreendendo ao chegar em 3º lugar na Indy 500 do mesmo ano. Na CART, também disputaria três etapas (Long Beach, Toronto e Laguna Seca), completando duas e abandonando o GP de Toronto, marcado pelo acidente fatal de seu compatriota Jeff Krosnoff.
Para 1997, Hearn continuaria dividindo atenções entre IRL e CART, vencendo a etapa de Las Vegas, sendo esta a primeira – e única – vitória da Della Penna 
nas duas categorias. No mesmo ano, faria sua primeira temporada completa na CART, tendo como resultado mais destacado dois 9ºs lugares, em St. Louis e Elkhart Lake.
Em 1998 permanece na Della Penna, tendo no GP do Japão pela primeira vez em sua carreira na CART um companheiro de equipe: o japonês Hideshi Matsuda, na época com 43 anos – 16 anos mais velho que Hearn, e inscrito apenas para esta corrida. Tendo como resultado mais destacado um quinto lugar em Michigan (também a melhor posição de chegada na CART), fechou a temporada em 16º na classificação geral, com 47 pontos.
A última temporada de Hearn na CART foi em 1999, inicialmente pilotando um Swift-Toyota que não obteve bons resultados - foram 4 abandonos e um 11º lugar em Long Beach. Desde a etapa de St. Louis, competiria com um Reynard-Toyota, melhorando seu desempenho, chegando a terminar a etapa de Vancouver em 6º. Sua passagem pela categoria encerrou-se com um forte acidente no GP de Fontana, anterior ao que mataria o canadense Greg Moore seis voltas depois. Com a saída da Budweiser como patrocinador principal da Della Penna, Hearn perdeu sua vaga na equipe para o argentino Norberto Fontana.

## Volta à IRL
Após dois anos longe da IRL, volta à categoria em 2000 para tentar a classificação para as 500 Milhas de Indianápolis com a Pagan Racing, obtendo a vigésima-terceira posição no grid, abandonando a corrida com problemas elétricos. Falhou na tentativa de se classificar em 2001 com a Tri-Star Motorsports, mas disputaria ainda duas provas pela Sam Schmidt. Em 2002, disputou o maior número de corridas em sua carreira na IRL: 10 (uma pela Foyt e nove pela Sam Schmidt), obtendo um quarto lugar em Nashville como sua melhor posição na temporada. Entre 2003 e 2004, participou de cinco provas em três equipes diferentes, porém não tendo destaque em nenhuma delas.
Em 2005, abandonou as 500 Milhas de Indianápolis, única prova disputada por ele naquele ano. Sem propostas de outras equipes para 2006, resolveu se licenciar do automobilismo.
Sua última participação na IRL foi novamente em uma edição das 500 Milhas, em 2007; chamado às pressas pela equipe Hemelgarn, que correu em associação com a Racing Professionals, Hearn obteve a classificação, terminando a prova em vigésimo-terceiro lugar.
Em 2010 disputou duas corridas da Dodge Viper Cup.